# 勝田台
勝田台（かつただい）は、千葉県八千代市の地名。京成電鉄が開発したニュータウンで、行政地名は勝田台一丁目から勝田台七丁目。郵便番号は276-0023。

## 地理
八千代市東部に位置する。北で勝田台北（2011年（平成23年）10月8日に「村上」から分離）、北東で佐倉市井野、東で佐倉市西志津、南で勝田、西で勝田台南と隣接する。京成電鉄本線勝田台駅南側の市街地及び住宅地にあたる。

### 地価
住宅地の地価は、2015年（平成27年）1月1日の公示地価によれば、勝田台7丁目21番6の地点で12万4000円/m2となっている。

## 歴史
1970年（昭和45年）9月16日、区画整理により、誕生。

## 世帯数と人口
2017年（平成29年）10月31日現在の世帯数と人口は以下の通りである。
| 丁目         | 世帯数    | 人口     |
| ------------ | --------- | -------- |
| 勝田台一丁目 | 1,329世帯 | 2,339人  |
| 勝田台二丁目 | 780世帯   | 1,579人  |
| 勝田台三丁目 | 986世帯   | 2,226人  |
| 勝田台四丁目 | 587世帯   | 1,348人  |
| 勝田台五丁目 | 663世帯   | 1,490人  |
| 勝田台六丁目 | 533世帯   | 1,251人  |
| 勝田台七丁目 | 806世帯   | 1,552人  |
| 計           | 5,684世帯 | 11,785人 |

## 小・中学校の学区
市立小・中学校に通う場合、学区は以下の通りとなる。
| 丁目         | 番地 | 小学校                   | 中学校                 |
| ------------ | ---- | ------------------------ | ---------------------- |
| 勝田台一丁目 | 全域 | 八千代市立勝田台小学校   | 八千代市立勝田台中学校 |
| 勝田台二丁目 | 全域 | 八千代市立勝田台小学校   | 八千代市立勝田台中学校 |
| 勝田台三丁目 | 全域 | 八千代市立勝田台小学校   | 八千代市立勝田台中学校 |
| 勝田台四丁目 | 全域 | 八千代市立勝田台南小学校 | 八千代市立勝田台中学校 |
| 勝田台五丁目 | 全域 | 八千代市立勝田台南小学校 | 八千代市立勝田台中学校 |
| 勝田台六丁目 | 全域 | 八千代市立勝田台南小学校 | 八千代市立勝田台中学校 |
| 勝田台七丁目 | 全域 | 八千代市立勝田台小学校   | 八千代市立勝田台中学校 |

## 交通
- 京成電鉄本線勝田台駅 - 特急や快速特急などの優等列車が停車する主要駅
- 東葉高速鉄道東葉高速線東葉勝田台駅 - 始発駅

両駅は地下コンコースでつながっている。

## 施設
- 千葉県立八千代高等学校 - 校門など敷地の一部が勝田台に当たる。
- 八千代市立勝田台中学校
- 八千代市立勝田台小学校
- 八千代市立勝田台南小学校
- 勝田台図書館
- 勝田台中央公園
- 勝田台幼稚園
- 勝田台病院
- 勝田台中央公園
- 勝田台自治会館